# Burg Langenegg
Burg Langenegg ist eine Burgruine auf einem bewaldeten Hügel innerhalb einer Flussschleife der Iller in der Gemarkung Martinszell der Gemeinde Waltenhofen im bayrischen Landkreis Oberallgäu. Sie ist als Bau-, Boden- und Naturdenkmal geschützt.

## Geschichte
Um 1250 wurde der Hauptturm der Anlage erbaut. Drei Familien diente die Höhenburg im Laufe der Zeit als Stammsitz und Herrschaftsmittelpunkt.
Als die Herren von Langenegg 1415 im Mannesstamm ausstarben, kam die Burg über die Erbtochter an die Herren von Rauns. Ehe diese auch im Mannesstamm ausstarben, verkauften sie einen Teil der Burganlage an den mit ihnen verwandten Patrizier Winter aus Kempten. Dieser nannte sich fortan von Langenegg. Nach dem Tod des letzten Herren von Langenegg im Jahr 1647 fiel die Burg zurück an den Lehnsherrn, den Fürstabt von Kempten, der sie jedoch verfallen ließ.
Ab 1734 wurde die Anlage zum stiftkemptischen Zucht- und Armenhaus umgebaut. Dort nahm 1775 ein überregional bekannt gewordener Prozess seinen Ausgang: Die als Landstreicherin inhaftierte Anna Schwegelin wurde nach einem Streit von einer Mitinsassin als Hexe denunziert. Vor dem Gericht des Fürststifts wurde ihr der Prozess gemacht, der mit einem Todesurteil endete. Das Urteil wurde jedoch nicht vollstreckt; die „letzte Hexe Deutschlands“ starb 1781 im Kemptener Gefängnis.

## Beschreibung
Von den Gebäuden der ehemals großen Burganlage blieb nur die Ruine des rechteckigen Bergfrieds, der später als Wohnturm genutzt wurde, erhalten. Auf einem Grundriss von 12,8 mal 14,6 Metern erheben sich seine einst vier Geschosse zählenden und 1,3 bis 2 Meter dicken Mauern aus Nagelfluhbrocken.
Der Turm wurde in den Jahren 2001 bis 2004 in seinem Bestand baulich gesichert und ist heute als Zeuge aus dem Mittelalter ein beliebtes Ausflugsziel im Oberallgäu.